# Eteoryctis syngramma
Eteoryctis syngramma är en fjärilsart som först beskrevs av Edward Meyrick 1914.  Eteoryctis syngramma ingår i släktet Eteoryctis och familjen styltmalar.
Artens utbredningsområde är:
- Hongkong (Kina).
- Thailand.

Inga underarter finns listade i Catalogue of Life.